# 윌리엄 헌터 (해부학자)

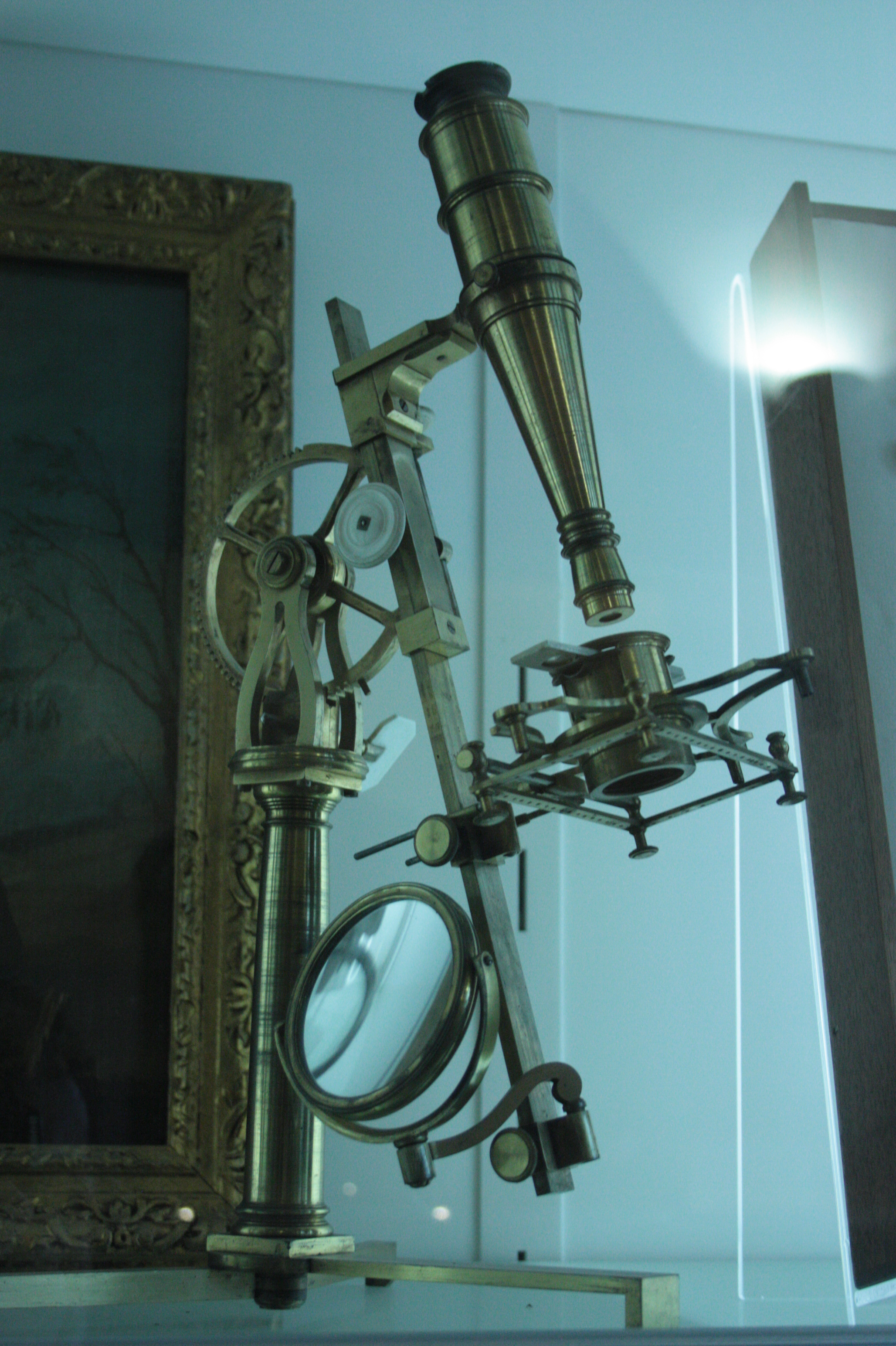
글래스고 헌터 박물관에 있는 윌리엄 헌터의 현미경

윌리엄 헌터 FRS (1718년 5월 23일 ~ 1783년 3월 30일)는 스코틀랜드의 해부학자이자 의사였다. 그는 해부학의 선도적인 교사이자 당대의 뛰어난 산과 의사였다. 그의 똑같이 유명한 동생인 존 헌터에 대한 그의 지도와 훈련 또한 매우 중요했다.

## 초기 생애 및 경력
헌터는 현재 사우스래너크셔의 일부인 이스트킬브라이드의 롱 칼더우드에서 아그네스 폴( 1685c.–1751)과 존 헌터(1662/3–1741) 사이에서 태어났다. 그는 외과 의사인 존 헌터의 형이었다. 글래스고 대학교에서 신학을 공부한 후 1737년에 의학에 입문하여 윌리엄 컬런 밑에서 공부했다.
런던에 도착한 헌터는 윌리엄 스멜리 (1741–44)의 레지던트 학생이 되었고, 런던 세인트 조지 병원에서 해부학을 훈련받으며 산과를 전문으로 했다. 그는 1746년부터 스멜리의 예를 따라 해부, 수술 절차 및 붕대에 대한 개인 강좌를 진행했다. 그의 정중한 태도와 합리적인 판단은 그가 런던의 선도적인 산과 컨설턴트가 될 때까지 그를 발전시키는 데 도움이 되었다. 스멜리와 달리 그는 분만 시 겸자 사용을 선호하지 않았다. 스티븐 패짓은 그에 대해 다음과 같이 말했다.
그는 결혼하지 않았다; 시골집도 없었다; 그의 초상화에서 그는 까다롭고 세련된 신사처럼 보이지만; 그는 쓰러질 때까지 일했고 죽을 때도 강의했다.

정형외과 의사들에게 그는 뼈와 연골에 대한 연구로 유명하다. 1743년에 그는 종종 인용되는 논문인 "관절 연골의 구조와 질병에 관하여"를 발표했는데, 특히 다음 문장이 유명하다: "히포크라테스부터 현재 시대까지 표준 외과 저술가들을 참조하면, 궤양성 연골이 매우 골치 아픈 질병으로 보편적으로 인정된다는 것을 알 수 있다; 그것은 충치 뼈보다 더 어렵게 치료되며; 파괴되면 회복되지 않는다".

## 후기 경력

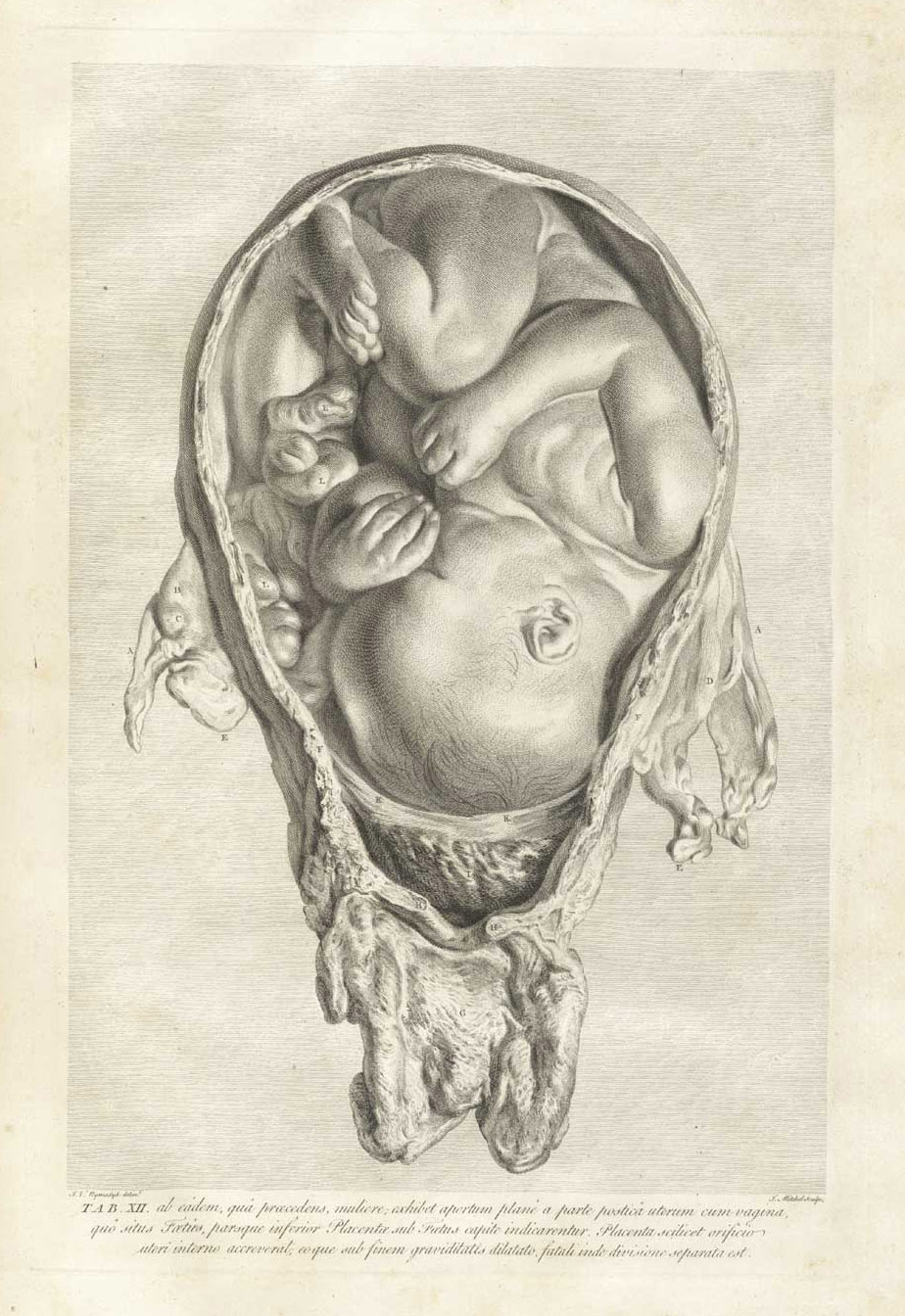
인물로 보여주는 인체 임신 자궁의 해부학 페이지

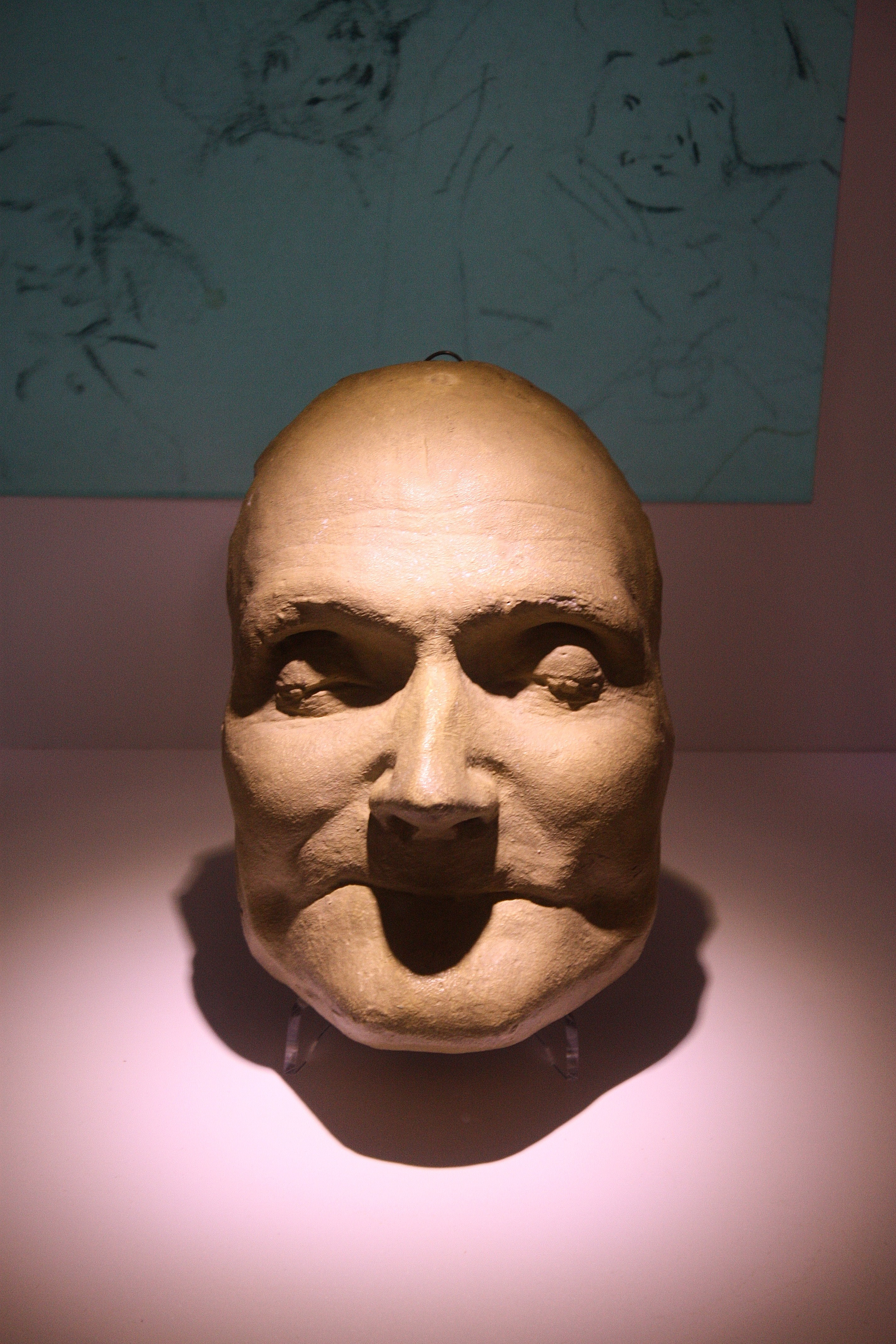
사망 몇 시간 후에 제작된 석고 데스 마스크. 헌터 박물관 및 미술관, 스코틀랜드 글래스고.

1764년 그는 샬럿 왕비의 주치의가 되었다. 1767년에는 왕립학회 회원으로 선출되었고, 1768년에는 왕립예술원의 해부학 교수가 되었다.
1768년, 그는 소호의 그레이트 윈드밀 스트리트에 유명한 해부 극장과 박물관을 지었으며, 이 곳에서 당대 최고의 영국 해부학자와 외과 의사들이 훈련을 받았다. 그의 가장 위대한 저작은 라임스데이크 (1730-90)가 판화한 삽화와 함께 배스커빌 출판사에서 출판된 '인체 임신 자궁의 해부학(Anatomia uteri umani gravidi, 1774)'이었다. 그는 해부학적 해부를 명확하고 정확하지만 개략적으로 묘사하기 위한 모델로 윈저 왕실 컬렉션에 보존된 레오나르도 다 빈치의 그림들을 선택했다. 케네스 클라크는 그가 18세기에 영국에서 레오나르도 그림의 재발견에 책임이 있다고 여겼다. 그는 자신의 강의에서 이 그림들을 높이 평가했으며, 자신의 주석과 함께 출판할 계획이었으나 사망하기 전까지 이 프로젝트를 위한 시간을 내지 못했다.
해부 교육을 돕기 위해 1775년 헌터는 조각가 아고스티노 칼리니에게 최근 처형된 범죄자이자 밀수업자의 벗겨졌지만 근육질의 시체 주형을 만들도록 의뢰했다. 그는 1769년부터 1772년까지 런던의 왕립예술원에서 해부학 교수로 재직했다. 그는 예술에 관심이 많았고 예술계와 강한 유대 관계를 가지고 있었다.

## 열렬한 수집가
약 1765년부터 윌리엄 헌터는 의학 및 해부학 외에도 책, 원고, 인쇄물, 동전, 조개껍데기, 동물 표본, 광물 등 다양한 분야에 걸쳐 광범위하게 수집하기 시작했다. 이 중 몇몇 분야에서는 요한 크리스티안 파브리시우스와 조지 포다이스와 같은 전문가들과 긴밀히 협력하여 그의 컬렉션을 새로운 생물학 및 화학 과학 도구로 사용했다. 그는 자신의 컬렉션과 박물관 건립을 위한 거액을 글래스고 대학교에 유산으로 남겼다. 이 컬렉션은 오늘날 글래스고 대학교의 헌터 박물관 및 미술관의 핵심으로 남아 있으며, 그의 도서관과 기록 보관소는 현재 대학 도서관에 소장되어 있다.
헌터의 동전 컬렉션은 특히 훌륭했으며, 헌터 박물관의 헌터 동전 수집품은 세계의 위대한 주화 컬렉션 중 하나이다. 『헌터 컬렉션의 그리스 동전 카탈로그』(Macdonald 1899)의 서문에 따르면, 헌터는 호러스 월폴과 서지학자 토머스 크로프츠의 컬렉션을 포함하여 많은 중요한 컬렉션을 구입했다. 심지어 조지 3세는 1774년 4월 7일에 아테네 금화 한 점을 기증하기도 했다.
1774년 앤서니 애스큐의 사망으로 그의 유명한 도서 컬렉션인 비블리오테카 애스큐비아나(Bibliotheca Askeviana)가 경매에 부쳐졌을 때, 헌터는 대영박물관과의 치열한 경쟁 속에서도 많은 중요한 서적을 구입했다.
그는 1783년 런던에서 64세의 나이로 사망했으며, 피카딜리의 세인트 제임스 교회에 묻혔다. 교회에 그의 기념비가 있다.

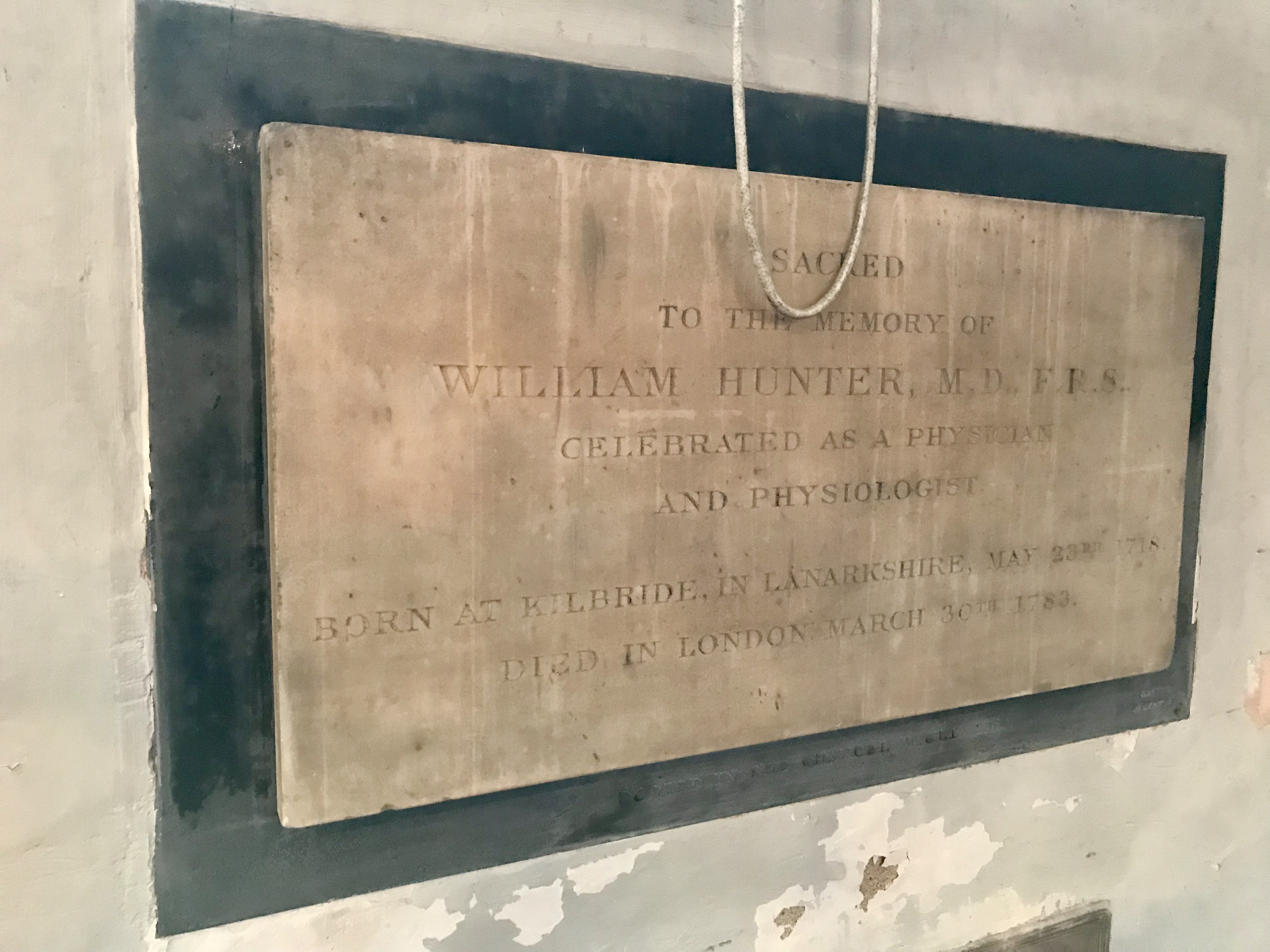
피카딜리의 세인트 제임스 교회에 있는 윌리엄 헌터 기념비.

## 논란
2010년, 자칭 역사가 돈 셸턴은 헌터, 그의 형제 존, 그리고 그의 스승이자 경쟁자였던 윌리엄 스멜리가 해부학 작업을 위해 시체를 얻었던 방법에 대해 선정적인 주장을 제기했다. 그는 왕립 의학회 저널에 게재된 비동료 심사 의견서에서 두 의사가 해부 및 생리학 실험을 위해 시체를 얻기 위해 임산부를 여러 차례 살해했다고 주장했다. 그는 임산부 시체의 공급과 수요가 불충분했고, 두 의사는 그들의 작업을 수행하기 위해 많은 살인을 의뢰했을 것이라고 주장했다.
셸턴의 주장은 언론의 주목을 받았지만, 의학 역사가들은 그 주장이 사실적, 방법론적 근거에서 크게 비판받았다고 지적했다. 그들은 1761년 피터 캄페르가 그림들이 "모두 실제 생활에서 나온 것이 아니다"라고 지적했으며, 당시에는 살인 외의 다른 방법으로도 최근 사망한 임산부 시체를 구할 수 있었을 가능성이 높다고 밝혔다. 헌터는 또한 1774년에 출판된 '임신 자궁 해부학'에 실린 최소 4명의 피험자에 대한 사례 기록을 제공했다. 헌터의 해부학 표본 출처에 대한 최근 연구는 2015년에 발표되었다. 헌터의 그레이트 윈드밀 스트리트 학교에서 개별 시체에서 가능한 한 많은 정보를 보존하기 위해 "여러 보존 방법이 결합"되었다는 점은 이러한 시체의 희귀성과 가치를 더욱 보여준다.
헬렌 킹은 셸턴의 비검토된 추측에 대한 미디어와 인터넷의 과도한 반응이 의료 역사가 미디어, 특히 인터넷에서 어떻게 생성, 제시 및 평가되는지에 대한 새로운 의문을 제기했다고 지적했다.

## 같이 보기
- 헌터 박물관 및 미술관
- 헌터 컬렉션
- 헌터 하우스 박물관, 그의 출생지

## 추가 자료

인물로 보여주는 인체 임신 자궁의 해부학

- Peachey, George C. A Memoir of William & John Hunter (William Brendon & Son, 1924)
- Buchanan WW (October 2003). 《William Hunter (1718–1783)》. 《Rheumatology》 42. 1260–1쪽. doi:10.1093/rheumatology/keg003. PMID 14508042.
- Dunn PM (January 1999). 《Dr William Hunter (1718–83) and the gravid uterus》. 《Archives of Disease in Childhood》 80. F76–7쪽. doi:10.1136/fn.80.1.f76. PMC 1720874. PMID 10325820.
- James T (December 1994). 《William Hunter, surgeon and Edward Gibbon, historian: an 18th century connection》. 《Adler Museum Bulletin》 20. 24–5쪽. PMID 11639996.
- Kemp M (January 1992). 《True to their natures: Sir Joshua Reynolds and Dr William Hunter at the Royal Academy of Arts》. 《Notes and Records of the Royal Society of London》 46. 77–88쪽. doi:10.1098/rsnr.1992.0004. PMID 11616172. S2CID 26388873.
- Waterhouse JP, Mason DK (April 1990). 《Contributions of William Hunter (1718–1783) to dental science》. 《British Dental Journal》 168. 332–5쪽. doi:10.1038/sj.bdj.4807187. PMID 2185812. S2CID 880561.
- Rey R (1990). 《William Hunter and the medical world of his time》 [William Hunter and the medical world of his time]. 《History and Philosophy of the Life Sciences》 (프랑스어) 12. 105–10쪽. PMID 2243922.
- Buchanan WW, Kean WF, Palmer DG (December 1987). 《The contribution of William Hunter (1718–1783) to the study of bone and joint disease》. 《Clinical Rheumatology》 6. 489–503쪽. doi:10.1007/BF02330585. PMID 3329589. S2CID 6606521.
- Herschfeld JJ (April 1985). 《William Hunter and the role of "oral sepsis" in American dentistry》. 《Bulletin of the History of Dentistry》 33. 35–45쪽. PMID 3888326.
- Philipp E (1985). 《William Hunter: anatomist and obstetrician supreme》. 《Huntia》. 44–45. 122–48쪽. PMID 11622001.
- Porter R (September 1983). 《William Hunter, surgeon》. 《History Today》 33. 50–2쪽. PMID 11617139.
- Thornton JL, Want PC (September 1983). 《William Hunter (1718–1783) and his contributions to obstetrics》. 《British Journal of Obstetrics and Gynaecology》 90. 787–94쪽. doi:10.1111/j.1471-0528.1983.tb09317.x. PMID 6351897. S2CID 45312525.
- 《Different letters from the past 2) Tobias Smollett to William Hunter》. 《Annals of the Royal College of Surgeons of England》 62. March 1980. 146–9쪽. PMC 2492344. PMID 6990856.
- Kapronczay K (March 1978). 《The Hunter brothers: William Hunter (1718), John Hunter (1728–1793)》 [The Hunter brothers: William Hunter (1718), John Hunter (1728–1793)]. 《Orvosi Hetilap》 (헝가리어) 119. 598–600쪽. PMID 628557.
- Longo LD (May 1978). 《Classic pages in obstetrics and gynecology. On retroversion of the uterus. William Hunter. Medical Observations and Inquiries, vol. 4, pp. 400–409, 1771》. 《American Journal of Obstetrics and Gynecology》 131. 95–6쪽. PMID 347937.
- Chitwood WR (July 1977). 《John and William Hunter on aneurysms》. 《Archives of Surgery》 112. 829–36쪽. doi:10.1001/archsurg.1977.01370070043005. PMID 327974.
- Forbes TR (May 1976). 《Death of a chairman: a new William Hunter manuscript》. 《Yale Journal of Biology and Medicine》 49. 169–73쪽. PMC 2595271. PMID 782049.
- Kirsner AB (December 1972). 《William Hunter: lessons to be learned from congenital heart disease》. 《Medical Times》 100. 107–8 passim쪽. PMID 4564592.
- Illingworth C (June 1971). 《The erudition of William Hunter. His notes on early Greek printed books》. 《Scottish Medical Journal》 16. 290–2쪽. doi:10.1177/003693307101600603. PMID 4932920. S2CID 39011134.
- 《William Hunter (1718–1783) anatomist, physician, obstetrician》. 《JAMA》 203. February 1968. 593–5쪽. doi:10.1001/jama.203.8.593. PMID 4870514.
- Thomas KB (July 1960). 《A Female Foetus, drawn from Nature by Mr. Blakey for William Hunter》. 《Medical History》 4. 256쪽. doi:10.1017/s0025727300025412. PMC 1034906. PMID 13838001.
- Morris WI (January 1959). 《Brotherly Love: An Essay on the Personal Relations Between William Hunter and His Brother John》. 《Medical History》 3. 20–32쪽. doi:10.1017/s0025727300024224. PMC 1034444. PMID 13632205.
- Kerr JM (September 1957). 《William Hunter; his life, personality and achievements》. 《Scottish Medical Journal》 2. 372–8쪽. doi:10.1177/003693305700200907. PMID 13467308. S2CID 23985528.
- Oppenheimer JM (August 1957). 《John and William Hunter and some eighteenth century scientific moods》. 《Transactions & Studies of the College of Physicians of Philadelphia》 25. 97–102쪽. PMID 13468030.
- Ball OF (November 1952). 《John and William Hunter. II》. 《Modern Hospital》 79. 87–9쪽. PMID 13002276.
- Ball OF (October 1952). 《John and William Hunter. 1》. 《Modern Hospital》 79. 86–8쪽. PMID 12992956.
- Rudolf CR (October 1950). 《Nova et Vetera》. 《British Medical Journal》 2. 886쪽. doi:10.1136/bmj.2.4684.886. PMC 2038933. PMID 14772509.